# Petar Žekov
Petar Petrov Žekov (Bugarski: Петър Петров Жеков, r. 10. listopada 1944.) bivši je bugarski nogometaš koji je osvojio srebrnu medalju na Ljetnim olimpijskim igrama 1968.
Žekov je rođen u Knižovniku, u oblasti Haskovo te je započeo svoju nogometnu karijeru u FK Dimitrovgradu. 
Prvotno je igrao kao branič, ali uz savjet trenera Hrista Hadžieva, nastavio je igrati na poziciji napadača. Godinu dana kasnije je zaigrao za Beroe Staru Zagoru te je igrajući za nju postao dvostruki najbolji strijelac bugarske nogometne lige. Od 1968. do 1975., Žekov je igrao za CSKA Sofiju za koju je zabio 144 gola i postao najbolji strijelac CSKA Sofije. Taj rekord Žekov drži i dan danas. Godine 1969. je nagrađen Europskom zlatnom kopačkom. 
Kasnije je trenirao PFK Herbar Pazardžik.

## Trofeji
- Bugarska prva nogometna liga: 6
  - 1968./69., 1970./71., 1971./72., 1972./73., 1974./75.
- Bugarski kup: 4
  - 1969., 1972., 1973., 1974.

### Pojedinačni
- Europska Zlatna kopačka: 1969.
- Najbolji strijelac prve bugarske lige: 6 puta
  - 1967., 1968., 1969., 1970., 1972., 1973.